# Сценический дебют
«Сценический дебют» (англ. Stepping Out) — кинофильм, мюзикл режиссёра Льюиса Гилберта. Сценарий написан Ричардом Харрисом по мотивам его одноимённой пьесы.

## Сюжет
Мавис, главная героиня фильма, была многообещающей актрисой бродвейских шоу. В тот момент, когда настоящий большой успех был уже близок, случилось так что она влюбилась и вышла замуж. Следуя за своим супругом Мавис оказалась в Буффало, далеко от центра театральной жизни.
Мавис нашла утешение в том, что даёт уроки степа простым людям. Её ученики и ученицы: клерк и библиотекарша, медсестра и домохозяйка. Все они люди непростых судеб и Мавис просит их поделиться во время занятий своими проблемами.
Как то раз класс Мавис просят выступить на благотворительном вечере. Это первое появление перед большой публикой и она тщательно готовится к выступлению.

## Критика
Роджер Эберт прохладно отозвался о фильме как о неумелой попытке снять провинциальный «Кордебалет». Звезда фильма Лайза Миннелли оттягивает на себя всё зрительское внимание и прочие персонажи выглядят очень бледно на её фоне. Время настоящих мюзиклов уже ушло и один только талант Миннелли не вытягивает картину.
Сюжет довольно далёк от пьесы, по мотивам которой создан фильм. Так в пьесе внимание сфокусировано, главным образом, на внетворческих проблемах учеников танцевального класса, тогда как в фильме, по законам мюзикла, гораздо больше времени уделено музыкальным и танцевальным номерам.

## В ролях
- Лайза Миннелли — Мавис Тернер
- Билл Ирвин — Джеффри
- Эллен Грин — Максин
- Джейн Краковски — Линн
- Джули Уолтерс — Вера
- Андреа Мартин — Дороти
- Шелли Уинтерс — миссис Фрейзер

## Награды и номинации
- 1976 — номинации на премию BAFTA
  - Лучшая актриса второго плана — Джули Уолтерс